# Communauté de communes de la Vallée de Saint-Savin

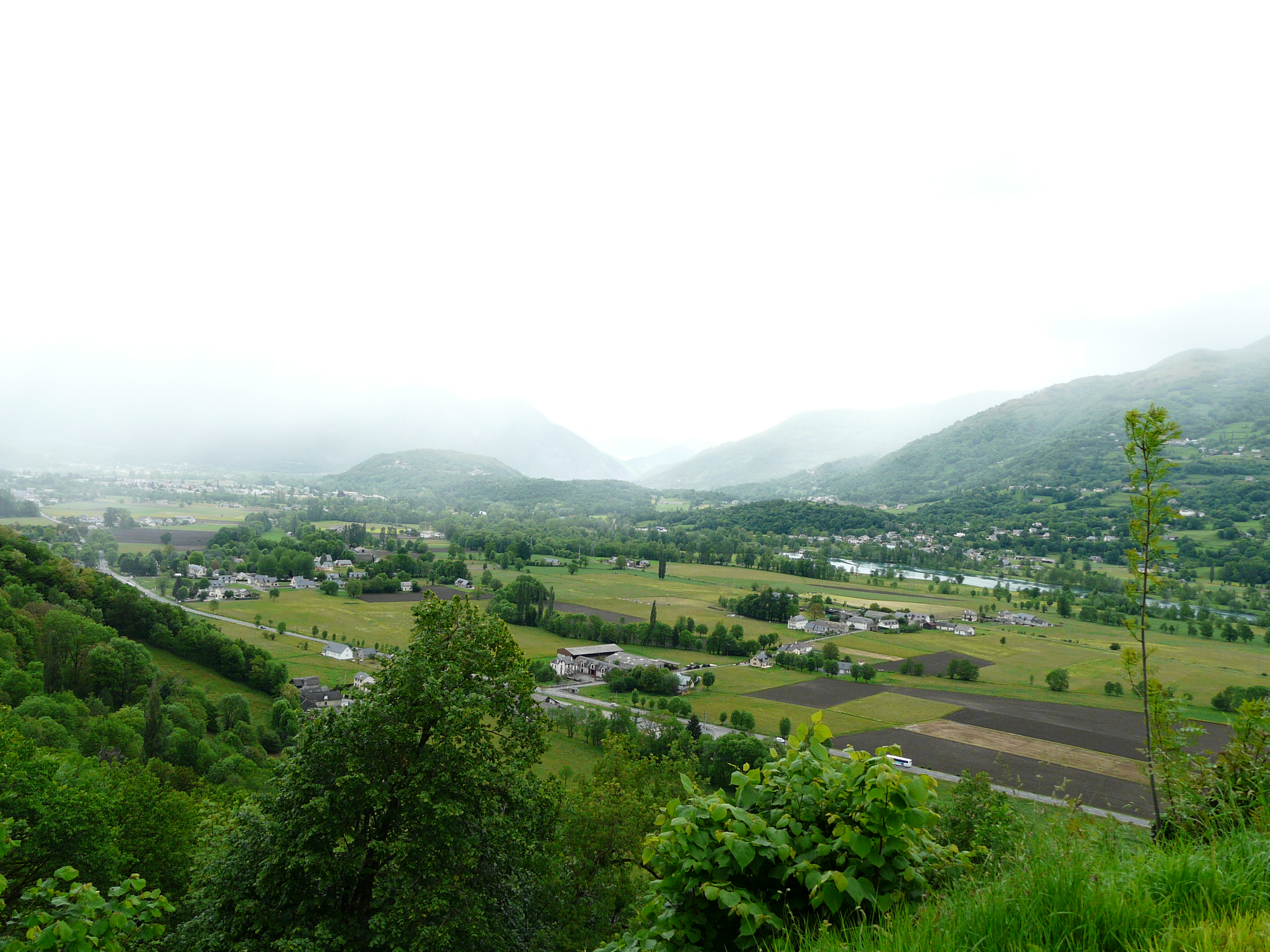
Blick auf das Vallée du gave de Pau bei Saint-Savin

Die Communauté de communes de la Vallée de Saint-Savin ist ein ehemaliger französischer Gemeindeverband mit der Rechtsform einer Communauté de communes im Département Hautes-Pyrénées in der Region Okzitanien. Sie wurde am 15. Dezember 1997 gegründet und umfasste sieben Gemeinden. Der Verwaltungssitz befand sich im Ort Saint-Savin.

## Historische Entwicklung
Mit Wirkung vom 1. Januar 2017 fusionierte der Gemeindeverband mit 
- Communauté de communes de la Vallée d’Argelès-Gazost,
- Communauté de communes du Val d’Azun sowie
- Communauté de communes du Pays Toy

und bildete so die Nachfolgeorganisation Communauté de communes Pyrénées Vallées des Gaves.

## Ehemalige Mitgliedsgemeinden
Die Communauté de communes de la Vallée de Saint-Savin bestand aus folgenden sieben Gemeinden:
| Gemeinde             | Einwohner 1. Januar 2022 | Fläche km² | Dichte Einw./km² | Code INSEE | Postleitzahl |
| -------------------- | ------------------------ | ---------- | ---------------- | ---------- | ------------ |
| Adast                | 302                      | 1,05       | 288              | 65001      | 65260        |
| Cauterets            | 859                      | 156,84     | 5                | 65138      | 65110        |
| Lau-Balagnas         | 508                      | 2,90       | 175              | 65267      | 65400        |
| Pierrefitte-Nestalas | 1.101                    | 1,76       | 626              | 65362      | 65260        |
| Saint-Savin          | 366                      | 3,86       | 95               | 65396      | 65400        |
| Soulom               | 289                      | 2,91       | 99               | 65435      | 65260        |
| Uz                   | 38                       | 2,45       | 16               | 65458      | 65400        |